# Apamea pseudina
Apamea pseudina là một loài bướm đêm trong họ Noctuidae.